# سیارک ۹۶۰۹
سیارک ۹۶۰۹ (به انگلیسی: 9609 Ponomarevalya، نامگذاری:1992QL2) نه هزار و ششصد و نهمین سیارک کشف شده‌است که در ۲۶ اوت ۱۹۹۲ کشف شد.
قدر مطلق سیارک برابر ۱۲٫۰ است.